# جيف دايل
جيف دايل هو سياسي أمريكي، ولد في 4 أبريل 1976 في مقاطعة لوس أنجلوس في الولايات المتحدة. نشط حزبياً في الحزب الجمهوري. وقد انتخب عضو مجلس شيوخ أريزونا ‏ وانتخب عضو مجلس نواب أريزونا ‏.